# Злочин у Факовићима
Злочин у Факовићима или масакр у Факовићима је назив за масовно убиство становника српске националности у месту Факовићи код Братунца 1992. године. Злочин се догодио 5. октобра 1992. године када су припадници АРБиХ напали Факовиће и убили 25 мештана.

## Позадина
Према попису из 1991. године у месту Факовићи је живело 162 становника српске националности. Муслимани су током априла 1992. године протерали више стотина Срба из Сребренице и Братунца па су неки од њих привремени смештај пронашли и у Факовићима. Пре масакра у Факовићима, припадници армије Босне и Херцеговине починили су злочине у више од 100 села у Подрињу, а последњи од тих догађаја био је у селу селу Подравање, 24. септембра 1992. године када је убијено 36 мештана. Напад је предводио командант Насер Орић а у злочину је поред муслиманских војника, учествовао и велики број цивила са подручја Сребренице.

## Масакр у Факовићима
Напад је почео у зору (око 7:30 ч) 5. октобра 1992. године када су припадници армије Босне и Херцеговине из Сребренице најпре напали село Горњи Магашићи где је убијена девојчица Зорица Божић а потом су тежиште напада усмерили на други крај братуначке општине.
У нападу на Факовиће убијено је 25 а повређено 15 лица српске националности. У нападу је убијено 9 жена. Најстарија жртва масакра био је Данило Ђурић који је имао 85 година.Жртве су убијене у својим кућама и то хладним оружјем. Према речима сведока, велики број жена муслиманске националности учествовао је у пљачкама српских кућа и крађи имовине. Приликом овог напада, порушено је више од 200 кућа и објеката, уништени су православна црква и споменик жртвама из Другог светског рата а демолирано је и сеоско гробље.
О страдању деце и цивила у Братунцу али и другим местима средњег Подриња снимљен је и документарни филм под називом "Злочин без казне – страдање Срба у средњем Подрињу", који ће бити емитован крајем ове године. Филм је рађен у продукцији Информативног програма РТС-а а аутор филма је Слађана Зарић.